# Calymmodon hygroscopicus
Calymmodon hygroscopicus är en stensöteväxtart som beskrevs av Edwin Bingham Copeland. Calymmodon hygroscopicus ingår i släktet Calymmodon och familjen Polypodiaceae. Inga underarter finns listade.